# Iron Maiden (album)
| Recensione    | Giudizio       |
| ------------- | -------------- |
| AllMusic      |                |
| Record Mirror |                |
| Sounds        |                |
| Ondarock      | Pietra miliare |

Iron Maiden è il primo album in studio del gruppo musicale britannico omonimo, pubblicato l'11 aprile 1980 dalla EMI.
Nel giugno del 2017 la rivista Rolling Stone ha collocato l'album alla tredicesima posizione dei 100 migliori album metal di tutti i tempi.

## Antefatti e pubblicazione
Il primo album degli Iron Maiden ebbe un'evoluzione abbastanza travagliata, in quanto i membri del gruppo incontrarono numerose difficoltà per far uscire il disco, soprattutto in virtù della corrente punk che in quel periodo imperversava in Inghilterra. Gli Iron Maiden si scontrarono con le ostilità delle case discografiche che, in quel periodo, producevano soprattutto gruppi punk, tant'è che gli fu proposto di cambiare genere. Nonostante le ostilità delle etichette discografiche, i membri del gruppo investirono tutti i loro risparmi e le loro fatiche per far conoscere il loro nome ed il loro genere. Fu così che la EMI si convinse a firmare un contratto che permise agli Iron Maiden di far uscire il loro album di debutto, che rappresenta un'importante tappa della nascente New Wave of British Heavy Metal.
Dopo pochi mesi fu pubblicata in Canada e negli Stati Uniti un'altra versione dell'album contenente anche il brano Sanctuary; il brano sarebbe stato successivamente inserito come seconda traccia nell'edizione rimasterizzata pubblicata dalla EMI nel 1998. Nel 1995 la EMI ha ripubblicato l'album con l'aggiunta di un secondo CD costituito dalle b-side originariamente presenti nei singoli Running Free e Sanctuary.
La copertina è stata realizzata da Derek Riggs.

## Le canzoni
Il disco si apre con Prowler, seguito da Remember Tomorrow, dedicato da Paul Di'Anno a suo padre. Running Free è un inno di libertà, eseguita in gran parte dei live della band. Phantom of the Opera si ispira al famoso film con Lon Chaney (come evidenzia anche la copertina del singolo live del 1985, con la mascotte Eddie intenta a levarsi la maschera esattamente come il grande attore del muto americano) oltre che al romanzo di Gaston Leroux Il fantasma dell'Opera; è seguita dal brano strumentale Transylvania, la quale inizialmente doveva avere un testo, ma il gruppo, dopo averla provata senza le liriche, la apprezzò e lasciò così come è conosciuta. La ballata Strange World riguarda ciò che succede in un mondo fantastico immaginato da Harris. Charlotte the Harlot è una dedica di Dave Murray ad una prostituta chiamata Charlotte. Ad oggi è l'unico brano accreditato unicamente a Murray. Il disco si chiude con la title track, brano eseguito in tutti i concerti del gruppo, spesso come brano di chiusura.

## Tracce

### Edizione del 1980
1. Prowler – 3:55 (Steve Harris)
2. Remember Tomorrow – 5:27 (Steve Harris, Paul Di'Anno)
3. Running Free – 3:16 (Steve Harris, Paul Di'Anno)
4. Phantom of the Opera – 7:20 (Steve Harris)
5. Transylvania – 4:05 (Steve Harris)
6. Strange World – 5:45 (Steve Harris)
7. Sanctuary – 3:16 (Steve Harris, Dave Murray, Paul Di'Anno) – presente solo nell'edizione canadese e statunitense
8. Charlotte the Harlot – 4:12 (Dave Murray)
9. Iron Maiden – 3:12 (Steve Harris)

CD bonus nella riedizione del 1995
1. Burning Ambition – 2:40 (Steve Harris)
2. Drifter (Live) – 6:04 (Steve Harris)
3. I've Got the Fire (Live) – 3:14 (Ronnie Montrose) – originariamente interpretata dai Montrose

### Riedizione del 1998
1. Prowler – 3:56 (Steve Harris)
2. Sanctuary – 3:16 (Steve Harris, Dave Murray, Paul Di'Anno)
3. Remember Tomorrow – 5:29 (Steve Harris, Paul Di'Anno)
4. Running Free – 3:17 (Steve Harris, Paul Di'Anno)
5. Phantom of the Opera – 7:08 (Steve Harris)
6. Transylvania – 4:19 (Steve Harris)
7. Strange World – 5:32 (Steve Harris)
8. Charlotte the Harlot – 4:13 (Dave Murray)
9. Iron Maiden – 3:36 (Steve Harris)

Contenuti multimediali
1. Iron Maiden (Steve Harris)
2. Phantom of the Opera (Steve Harris)

## Formazione
- Paul Di'Anno – voce
- Dave Murray – chitarra
- Dennis Stratton – chitarra, cori
- Steve Harris – basso, cori
- Clive Burr – batteria

## Classifiche
| Classifica (2021) | Posizione massima |
| ----------------- | ----------------- |
| Croazia           | 2                 |
| Portogallo        | 40                |